# وكالة التنمية الاجتماعية
وكالة التنمية الاجتماعية هي مؤسسة عمومية تتمتع بالاستقلال المالي والشخصية المعنوية، تخضع لوصاية وزارة التضامن والمرأة والأسرة والتنمية الاجتماعية، من مهامها محاربة الفقر والهشاشة في المغرب، وكذا تنمية البنيات التحتية في إطار تنمية وتطوير سلسلة إنتاجية معينة (النحل؛ الحليب؛ المواشي؛ حرفة أو صناعة تقليدية أو مهنة بيئية؛ نشاط اجتماعي محلي له مردودية ثقافية، مالية، تربوية أو اجتماعية مفيدة للمنطقة) من الإنتاج إلى التسويق. 
المستفيدون من خدمات وكالة التنمية الاجتماعية :
•التعاونيات؛
•الجمعيات المحلية؛
•الجماعات المحلية (مجالس الجماعية، مجالس الأقاليم والعمالات ومجالس الجهات) في إطار برامج واتفاقيات شراكة لفائدة الساكنة المحلية لهذه الوحدات الترابية؛
•هيئات ومؤسسات عمومية : غرف مهنية؛ مؤسسات تعنى بالتنمية الاجتماعية أو يتقاطع نشاطها مع ميدان أو مجال اجتماعية يجب النهوض والرقي به للزيادة الفائدة ( من أجل توسيع الفئة المستفيدة أو تثمين المجال المستهدف وتطويره لتسويقه إما داخليا أو دوليا إن أمكن) مثال  {برنامج أركان}.
تحديد العمليات المزمع تنفيذها، وإبرام الاتفاقيات مع مختلف الشركاء المحليين ودوليين في إطار التنمية المحيلة (الإدماج الاجتماعي الأنشطة المدرة لدخل بالنسبة للفئات الاجتماعية الهشة والمنعدمة الدخل؛ تقوية قدرات جميع الفاعلين في تنمية الاجتماعية؛ وتقييم تأثير مختلف المشاريع.
التعاون مع الشركاء وإبرام اتفاقيات شراكة مع:
```
إدارات عمومية مركزية (وزارات مندوبيات سامية، قطاعات إدارية)؛
إدارات ألا تركيز ( عمالات، مندوبيات وتمثيليات الإدارات المركزية على مستوى الجهات والعمالات والمقاطعات)؛ 
```

الجماعات المحلية؛
المؤسسات العمومية؛ 
الجمعيات والتعاونيات المحلية؛
القطاع الخاص. 
بغرض إنجاز برامج أو مشاريع التنمية الاجتماعية، لفائدة الساكنة المستهدفة من طرف وكالة التنمية الاجتماعية {الفقيرة والهشة}.
في إطار إنجاز مخططات وكالة التنمية الاجتماعية لبرامجها فهي تقوم دائما باللجوء إلى شركاء متخصصين لإنجاز أنشطة التكوين والدعم التقني، كالمنظمات غير الحكومية الخبيرة في الميدان التنمية المحلية، ومكاتب الدراسات والجامعات ومؤسسات التكوين، والمنظمات الدولية هاته الأخيرة إما تكون مانحة أو مانحة ومكلفة بإنجاز برنامج تنموي على الصعيد الوطني أو المحلي.
```
الموقع الرسمي
```

تاريخ والتنظيم الإداري لوكالة التنمية الاجتماعية
أحدثت وكالة التنمية الاجتماعية في سنة 1999، تم إحداثها لتمويل المبادرات الفردية والجماعية المراد منها التنمية الاجتماعية المحلية لتتحول في منتصف العقد الأول من القرن 21 لمقاربة ترابية تهدف إلى المساهمة وتتبع إنجاز المشاريع والبرامج بدل السهر على تمويلها فقط ما ترتب عنه عدة إيجابيات كالإنزال الجيد للمشاريع والبرامج وتنفيذها على أرض الواقع وتقييم النتائج، ومن تم تطوير قاعدة المعطيات داخل الوكالة لتستفيد منها في المستقبل.
فيما يخص التنظيم الإداري لوكالة التنمية الاجتماعية فيتولى الإدارة السيـد ["محمد نجيب اكديرة"] كمدير عام للوكالة، والذي يشهد له بمراكمة تجربة كبيرة في ميدان التنمية الاجتماعية باعتراف دولي ومحلي.
يقوم المدير بتنفيذ مقررات المجلس الإداري الذي يترأسه رئيس الحكومة ويتكون من أعضاء يمثلون قطاعات حكومية والمجتمع المدني.
تتكون الوكالة من:
1.	قطاعات عملاتية ثلاثة هي: – قطاع الأنشطة المدرة للدخل؛ - قطاع تقوية قدرات الفاعلين؛ - قطاع التنمية الاجتماعية الحضرية.
2.	قطاع وأقسام  إدارية.
3.	منسقيات جهوية على مستوى كل جهة.
المصدر موقع الإلكتروني لوكالة التنمية الاجتماعية، للمزيد من المعلومات المرجو تصفح الموقع التالي: